# Варшавський Марк Маркович
Марк Маркович Варшавський (їд. מאַרק וואַרשאַווסקי; 26 листопада 1848, Одеса, Херсонська губернія, Російська імперія — 26 листопада 1907, Київ, Російська імперія) — єврейський поет і композитор, автор-виконавець пісень на їдиші.

## Біографія
Закінчив юридичний факультет Київського університету, працював у Києві присяжним повіреним. У вільний час писав і виконував, акомпануючи собі на піаніно, пісні на ідиші. Тривалий час Марк Варшавський не записував свої пісні, переконаний у їх невисокій художній цінності, однак за порадою Шолом-Алейхема він вирішив опублікувати збірку з 25 пісень з нотами, яка побачила світ 1901 року з передмовою Шолом-Алейхема і мала великий успіх серед читачів. Згодом збірка Варшавського «Ідише фолкслідер» («Єврейські народні пісні») неодноразово перевидавалася у розширеному вигляді.
Пісня «Сльози мірошника» у виконанні Сидора Біларського звучить у фільмі братів Коенів «Серйозна людина». Широко відома його пісня «Афн припечек» («На припічку»). Зокрема, Стівен Спілберг використав її у фільмі «Список Шиндлера» (1993).

## Твори
- «Der alef-beys» («Ойфн припечек»)
- «Di mizinke oysgegebn»
- «A briv fun Amerike»
- «Der zeyde mit der bobe»
- «Tsum badekns der kale»
- A yidish lid fun Rumenie (Єврейська пісня з Румунії)
- «Peysekh»
- «Nebn kleyzl»
- «Di shif»